# Teză (lucrare scrisă de evaluare școlară)
Teza, sau lucrarea scrisă de evaluare școlară, a fost un procedeu semestrial (sau trimestrial, înainte de 1999) de evaluare a elevilor de gimnaziu și de liceu din România. Elevii de gimnaziu dădeau două teze: la limba și literatura română și la matematică, iar cei de liceu dădeau trei teze: la limba și literatura română, la matematică, iar cea de-a treia materie era „determinată pe baza profilului elevului”.
Începând cu anul școlar 2022-2023, tezele nu mai sunt obligatorii, „însă pot fi susținute dacă decide profesorul”.